# Tapirus

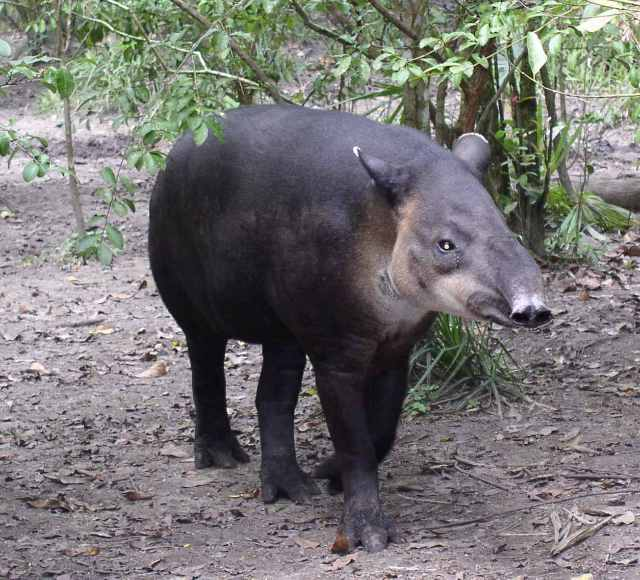
Tapir centroamericano (Tapirus bairdii), habita desde el sur de México hasta la costa de Ecuador.

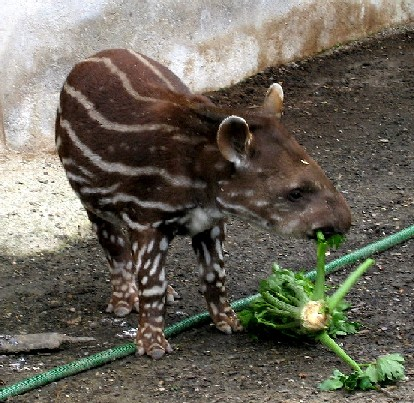
Cría de tapir.

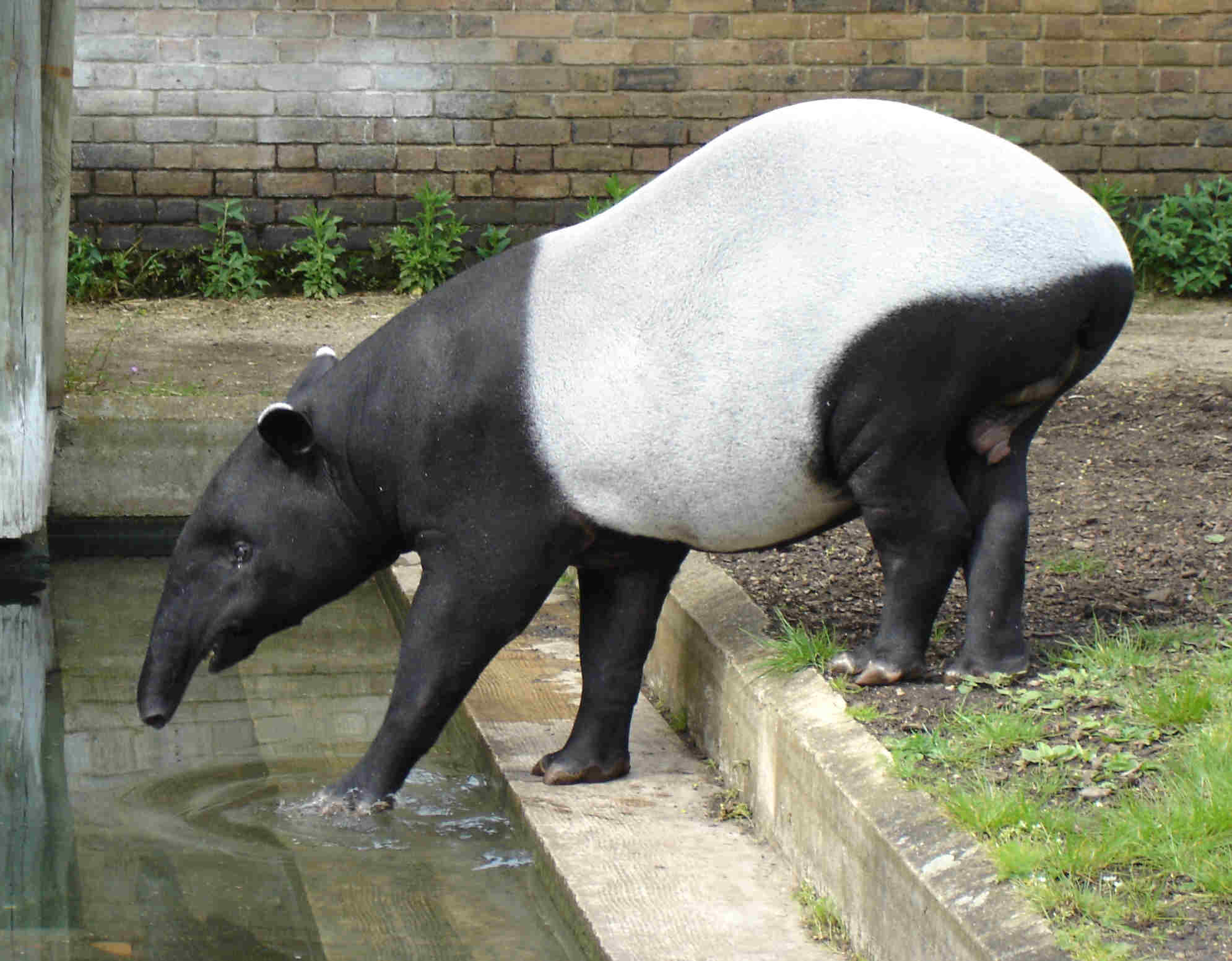
Tapir malayo (Tapirus indicus), única especie actual que sobrevive fuera de América.

Los tapires (Tapirus) son un género de mamíferos perisodáctilos de la familia Tapiridae. Es el único género actual de la familia, que incluye otros nueve géneros extintos. Pertenece al orden de los perisodáctilos, que incluye también a los caballos, con los que están lejanamente emparentados, y a los rinocerontes, que son sus parientes vivos más cercanos.
En algunos lugares recibe nombres como mboreví (vocablo guaraní), anta, danta, anteburro, pinchaque, sachavaca, danto y macho de monte. En diciembre de 2013 fue anunciado el descubrimiento de una nueva especie nombrada Tapirus kabomani.

## Descripción
Son animales de tamaño mediano, con una longitud que varía desde el 1,3 m hasta los 2,5 m, con una cola de 5 a 10 cm de largo, y una altura en la cruz de 70 cm a 1,2 m y un peso de 110 a 300 kg.
| Especie       | Longitud (cm) | Altura (cm) | Peso (kg) | Color                       |
| ------------- | ------------- | ----------- | --------- | --------------------------- |
| T. bairdii    | 210           | 115         | 240       | gris oscuro a marrón        |
| T. pinchaque  | 180           | 80          | 150       | negruzco                    |
| T. kabomani   | 130           | 90          | 110       | negruzco a pardo oscuro     |
| T. terrestris | 210           | 108         | 200       | castaño a marrón            |
| T. indicus    | 220           | 100         | 300       | negro adelante/blanco atrás |

Sin embargo, la principal característica del tapir es su alargado hocico en forma de pequeña probóscide, que usa principalmente para arrancar las hojas, hierbas y raíces que constituyen su alimento. Esta trompa resulta especialmente útil para recolectar plantas acuáticas en los pantanos donde suele pasar buena parte del día. También le sirve para tomar agua y, cuando son machos, para enfrentarse a sus rivales en la época de apareamiento.
El cuerpo es compacto y la cabeza y cuello robustos, con el fin de facilitarles mejor el paso a través del denso follaje tropical. El pelaje suele ser muy corto y oscuro, aunque las crías presentan un pelaje pardo con manchas crípticas, similares a las de los jabatos jóvenes, que se difuminan con la edad.
Se trata de animales bastante primitivos, los primeros representantes fósiles de la familia se encuentran ya en el Eoceno de Eurasia, hace unos 55 millones de años, donde se observan algunas características que estaban presentes también en los antiguos ancestros (Hyracotherium), de sus parientes actuales. Los pies presentan cuatro dedos en las patas delanteras y tres en las traseras.

## Constitución física

### Aspecto

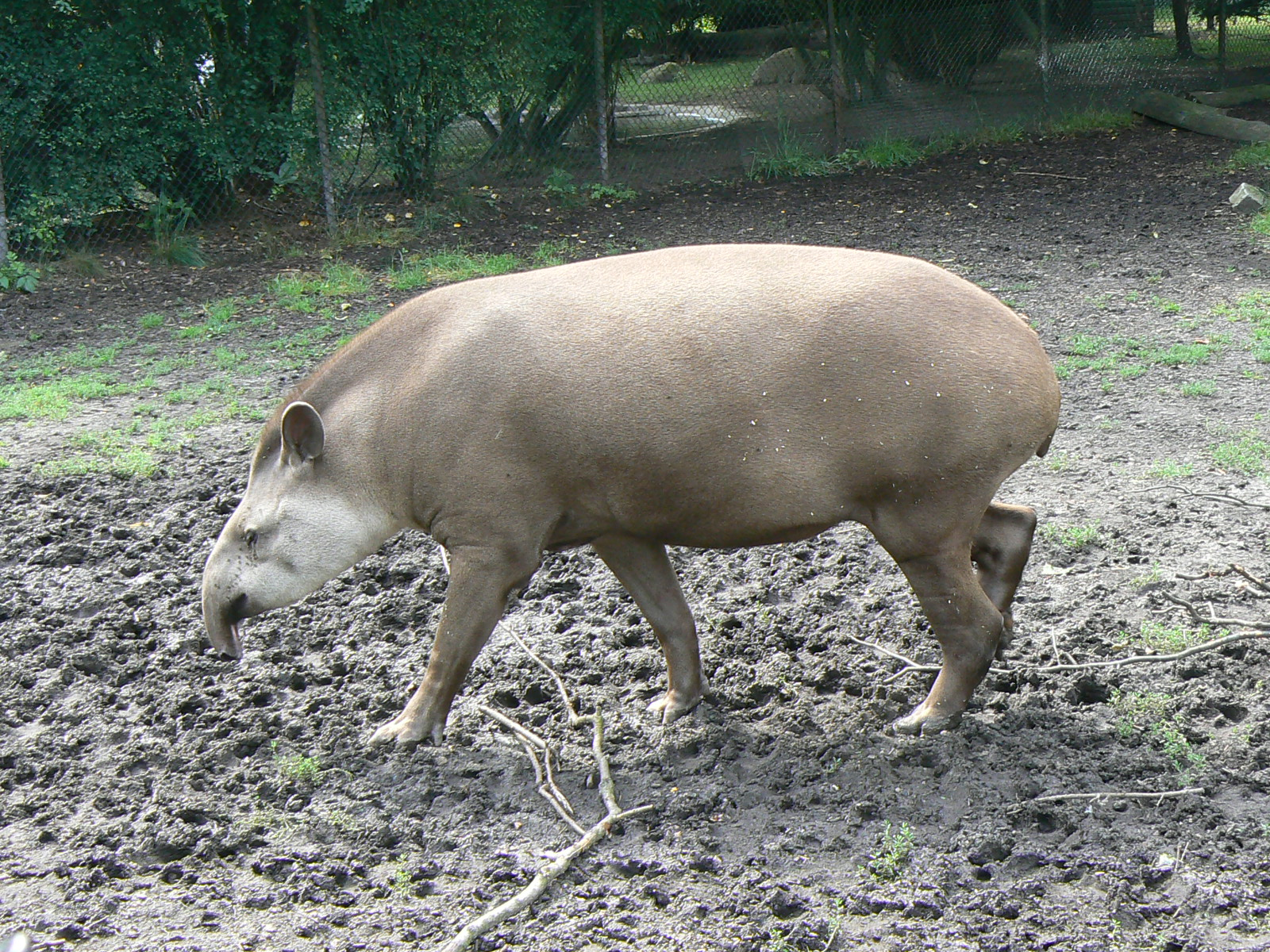
Tapirus terrestris.

Los tapires son animales remotamente parecidos a los cerdos, pero sus parientes más cercanos son los caballos y los rinocerontes. Los animales alcanzan una longitud cabeza-torso de más de 100 a 250 cm, la cola es un corto muñón de 5 a 13 cm de longitud, la altura de los hombros es de 73 a 120 cm. Los animales adultos alcanzan un peso de 110 a 320 kg - el mayor representante reciente es el tapir malayo (Tapirus indicus). Una especie aún más grande, Tapirus augustus, también conocida como Megatapirus, se dio en forma fósil, que superaba al Tapirus indicus en todas las características de medición en un 25 %.  Especies extintas muy pequeñas como el Tapirus polkensis también alcanzaron un peso de sólo 110 a 140 kg.
El cuerpo torpe y de aspecto engorroso de estos animales es puntiagudo por delante y redondeado por detrás, lo que facilita su avance en los bosques densos. El pelaje de la especie americana es de color gris parduzco, mientras que el tapir de lomo negro del sudeste asiático se caracteriza por un llamativo color blanco y negro. La cabeza parece relativamente pequeña en comparación con el cuerpo. Los ojos son pequeños, las orejas ovaladas, erectas y muy móviles. En algunas especies, las puntas son de color blanco. Es característica la probóscide formada por el labio superior y la nariz. Las patas son comparativamente cortas y delgadas; como en todos los ungulados pares, el eje principal pasa por el tercer dedo, que es también el mayor. Hay cuatro dedos en cada pata delantera, siendo los tres que apuntan hacia delante los más desarrollados, mientras que el exterior es de longitud reducida; las patas traseras tienen tres dedos.

### Características del cráneo y la dentición

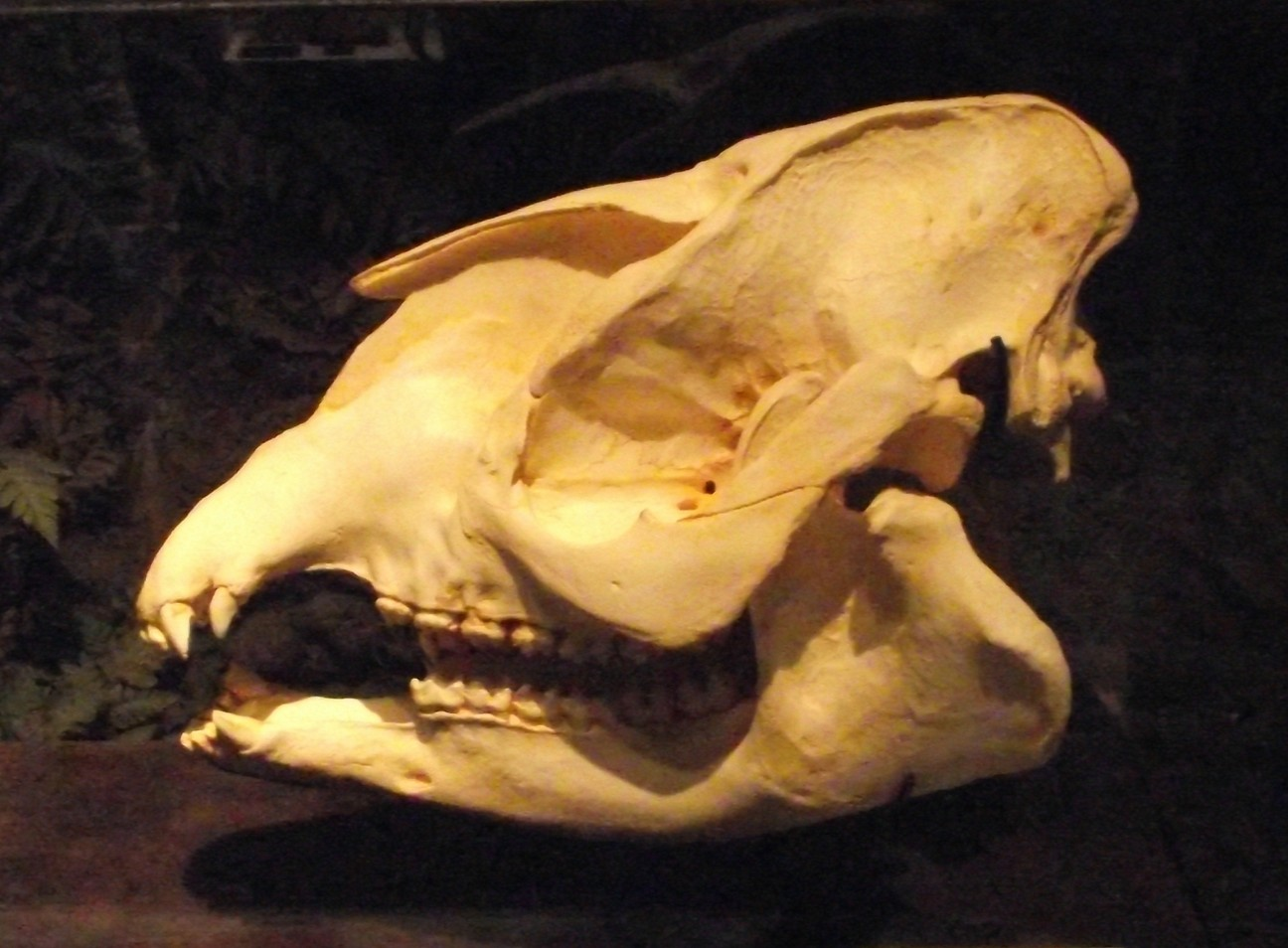
Cráneo de un tapir centroamericano

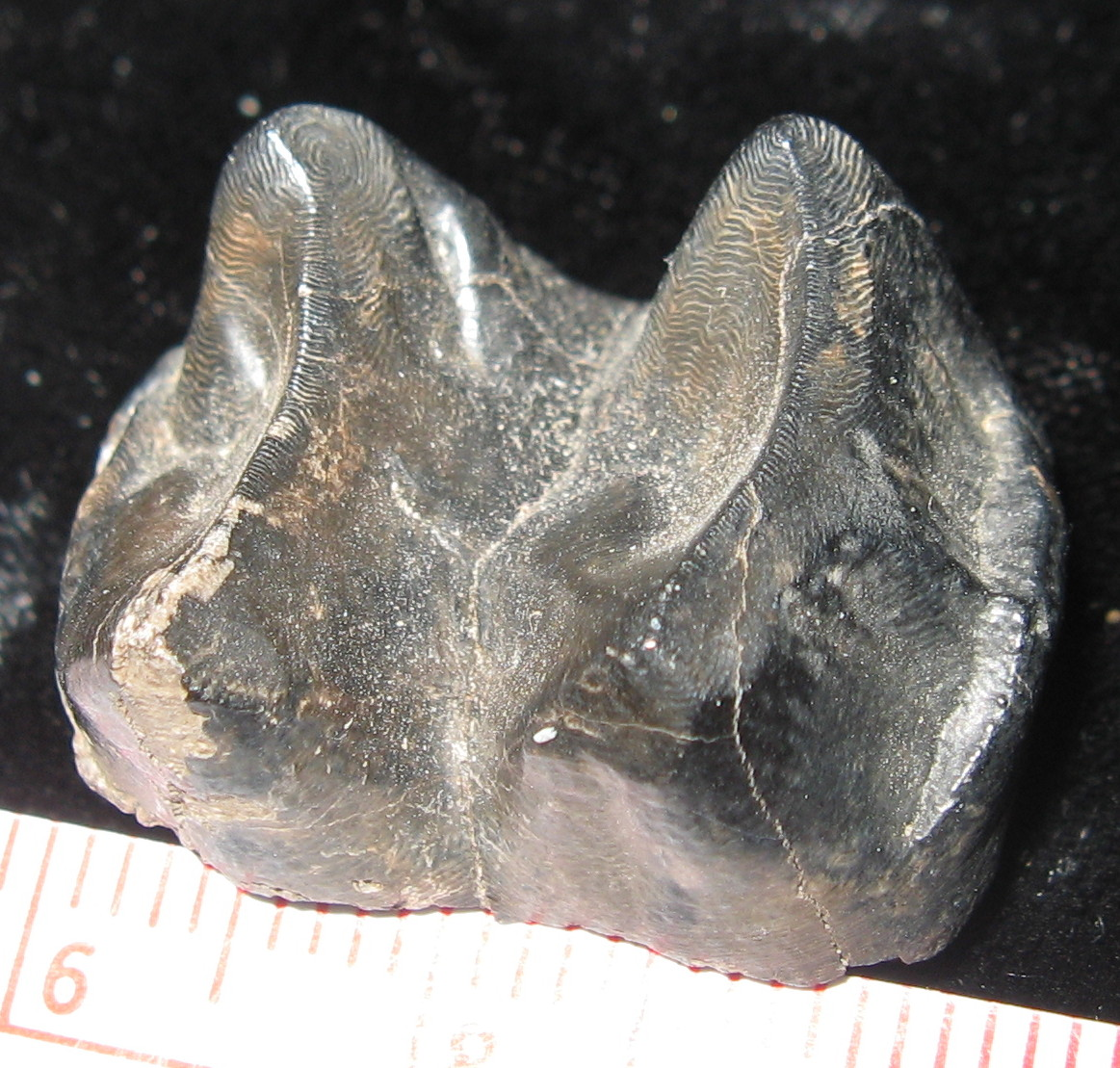
molar típico de tapir con dos crestas de esmalte transversales.

El cráneo de los tapires suele ser alargado y plano. Un rasgo característico de las especies sudamericanas es la cresta parietal en el centro del techo del cráneo, que está formada por los extremos internos de los huesos parietales. El tapir centroamericano (Tapirus bairdii) y el tapir de lomo negro no tienen crestas parietales desarrolladas. Tienen una elevación ósea (cresta parasagital) aproximadamente a la altura de la cámara cerebral en el lado de cada hueso parietal, entre los cuales se forma un estrecho plano. El hueso occipital es más bien corto y de forma rectangular. El hueso nasal sólo tiene una débil expresión y es bastante corto. Típico de los tapires, se encuentra muy por detrás y por encima de la mandíbula media y no está conectado a ella, lo que resulta en una cavidad nasal muy grande. Toda el área facial frontal es muy reducida. Esto era necesario para hacer sitio a la elaborada musculatura del tronco.
La dentición de los tapires apenas se reduce y es similar a la de los primeros mamíferos. Los animales adultos tienen la siguiente fórmula dental: {\displaystyle {\frac {3.1.4.3}{3.1.3(4).3}}}, por lo que hay de 42 a 44 dientes en total. Los incisivos son pequeños y cónicos, excepto el tercio superior (I3), que está significativamente agrandado. Los cúspides también son cónicos, el inferior es muy grande, mientras que el superior es mucho más pequeño. El canino inferior y el incisivo superior externo forman así una eficaz herramienta de mordida. Los dientes anteriores están separados de los molares por un diastema. Los premolares tienen una forma similar a los molares, es decir, están claramente molarizados. Como en todos los ungulados impares, los molares se caracterizan por tener dos crestas transversales de esmalte en la superficie de masticación (bilofodonto). Además, los dientes son de corona baja y tienen relativamente poco cemento dental, por lo que están equipados para alimentos vegetales blandos. Las especies fósiles de tapires no difieren en estas características, aunque los premolares están molarizados en diferentes grados en algunos casos.

### Proboscis

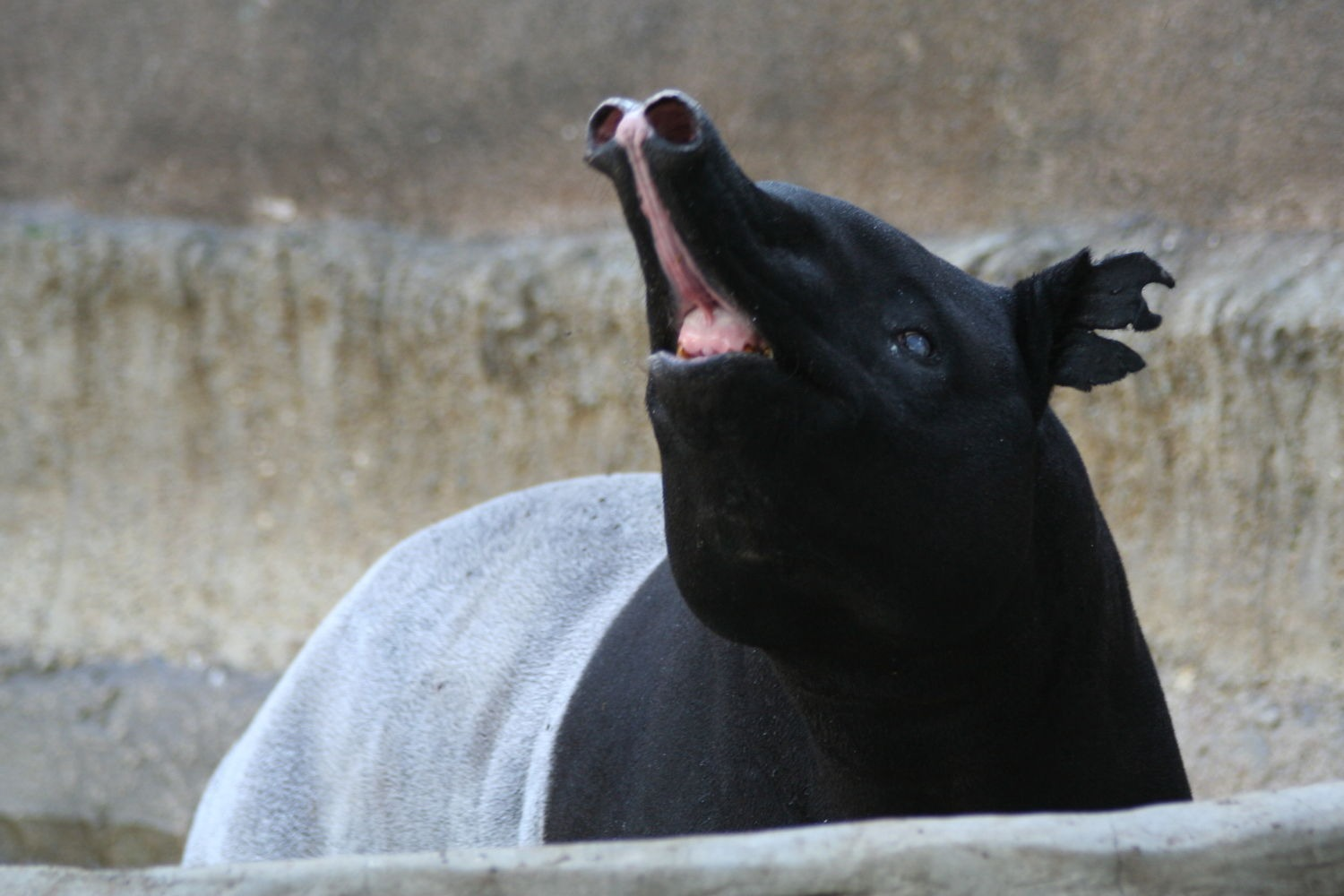
Reflejo de Flehmen en el tapir de lomo negro con tronco claramente visible.

La nariz y el labio superior están fusionados para formar una pequeña probóscide prensil, que los animales utilizan para buscar y tomar su alimento en forma de hojas. La probóscide más larga se encuentra en el Tapirus terrestris, la más corta en el Tapir de las llanuras. (Tapirus terrestris). Dado que los tapires fósiles también tienen una estructura craneal similar, esta formación de la trompa debe considerarse típica del género. Como en los elefantes, la trompa es un tubo formado enteramente por músculos con dos fosas nasales continuas, aunque es considerablemente más corta que en los proboscídeos. No tiene subestructura ósea, la base del cráneo facial ha sido reestructurada por reducciones de los huesos faciales evolutiva y difiere significativamente de otros ungulados impares. La gran movilidad del tronco está garantizada por tres grupos musculares principales, que discurren longitudinal y transversal o helicoidalmente. En particular, varios músculos faciales grandes, como el Musculus levator labii superioris y el Musculus levator nasolabialis', sufrieron cambios significativos para permitir la alta movilidad de la trompa.  Sin embargo, a diferencia de los elefantes, no se produjo ninguna otra remodelación del cráneo ni de la dentición. La corta trompa de los tapires tampoco permite la versatilidad de la trompa del elefante, al igual que el tamaño de los objetos utilizables es limitado en los tapires. Sin embargo, dado que los tapires, al igual que los elefantes, utilizan la probóscide para la adquisición de alimentos y, por lo tanto, empujan las plantas en la boca y también la utilizan para oler, bucear y similares, se puede considerar como una probóscide funcionalmente verdadera (probóscide) en desviación de las formaciones similares a probóscides en otros mamíferos como cerdos, saltadores de probóscide o dikdiks.

## Ecología

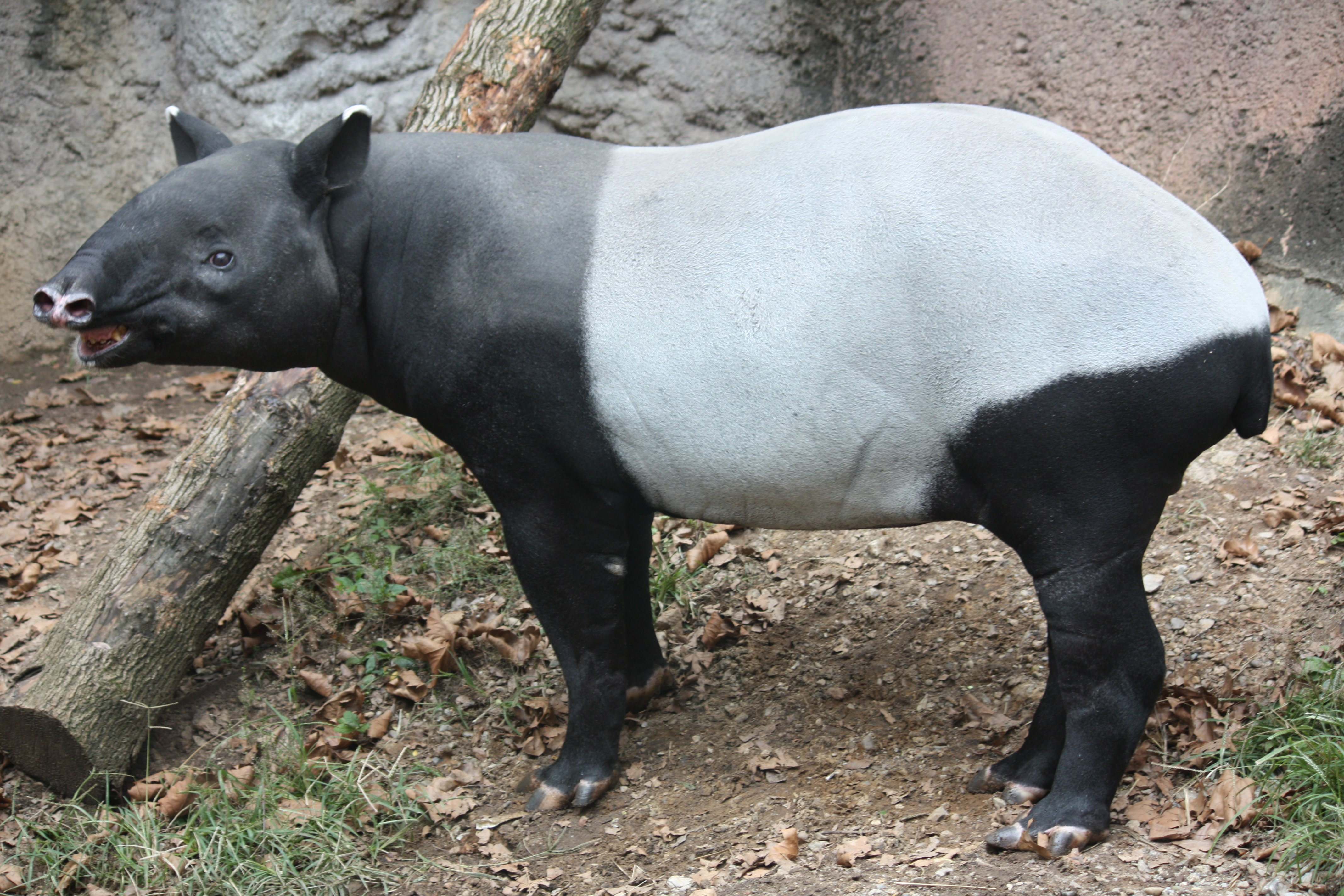
Tapir malayo en el Zoológico de Louisville, 2009.

Los tapires habitan en regiones selváticas húmedas y, en el caso del tapir de montaña, los páramos andinos. 
Los depredadores más comunes de los tapires son los grandes felinos (el tigre en Asia y el jaguar en América), de quienes trata de librarse lanzándose al agua o corriendo a toda velocidad a través de la jungla. Los golpes de las ramas que el asaltante recibe en este último caso, si se ha aferrado a su víctima, pueden llevarle a soltarla. No obstante, su principal amenaza es la acción humana, manifestada a través de la caza excesiva y la destrucción de su hábitat. Hoy en día, todas las especies del género Tapirus se clasifican en los estados de conservación "vulnerable" o "amenazado".

## Historia evolutiva

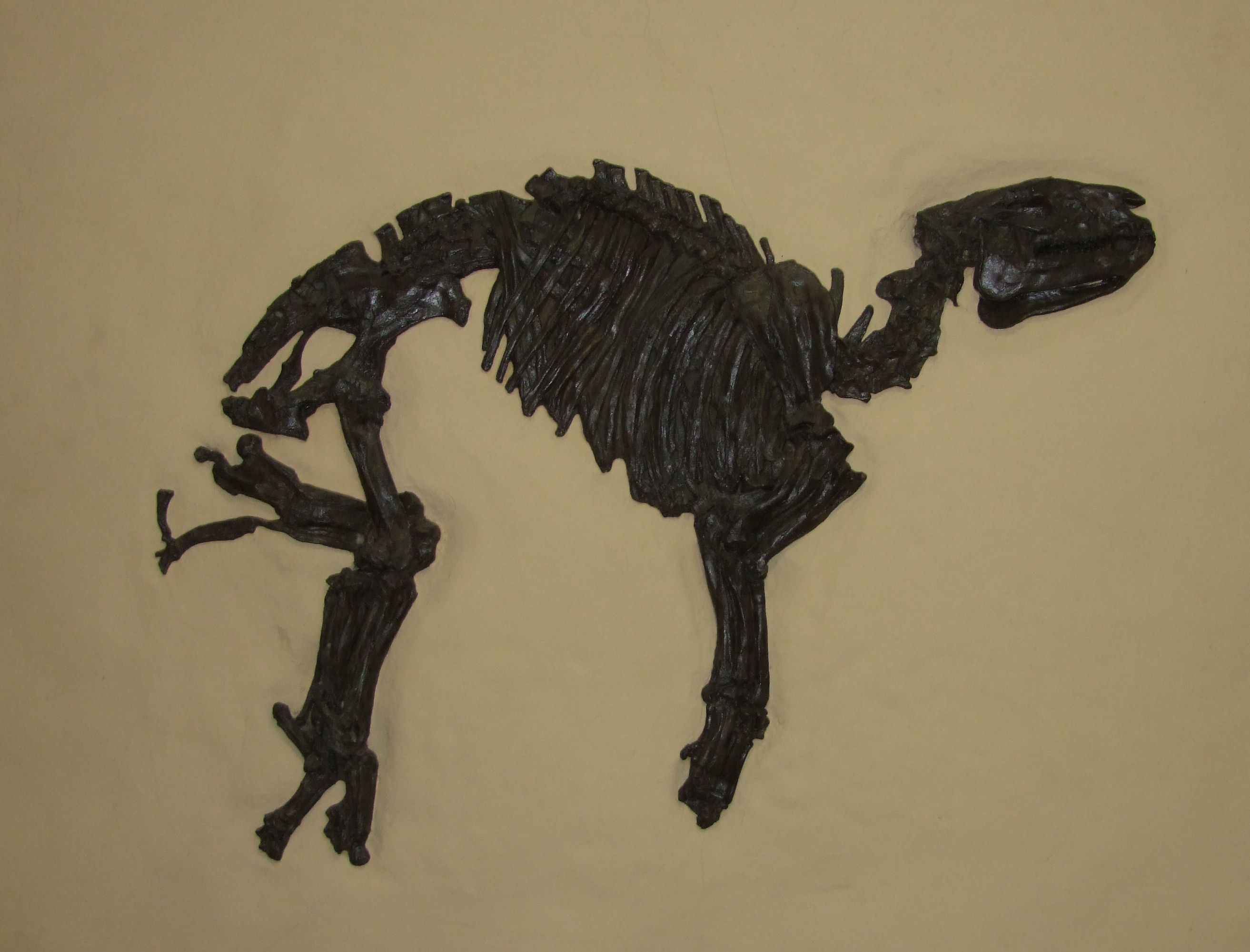
Tapiroide, fósil del yacimiento de Messel.

Los primeros tapíridos, como Heptodon, aparecieron a principios del Eoceno en Norteamérica hace 50 millones de años, siendo muy similares a las formas actuales, pero tenían aproximadamente la mitad del tamaño y carecían de trompa. Los primeros tapires verdaderos aparecieron en el Oligoceno.
El género se extendió durante el Mioceno por Eurasia y América del Norte, donde estuvo a punto de extinguirse en el Plioceno debido a la reducción paulatina de masa forestal. Por suerte para los tapires, Suramérica se unió a Norteamérica hace 3 millones de años, otorgándoles una vía de escape hacia las grandes selvas del sur. No deja de ser irónico que en la actualidad, 4 de las 5 especies supervivientes sean precisamente americanas: este es el caso del tapir norteño, centroamericano o de Baird (Tapirus bairdii), el  del páramo (Tapirus pinchaque), el de selva (Tapirus kabomani)  y la sachavaca, tapir amazónico, brasileño o de llanura (Tapirus terrestris), que se reparten en diversas áreas de América Central y del Sur. El tapir amazónico es el más común; se extiende por casi toda la parte norte de Suramérica. El tapir norteño, distribuido desde Tehuantepec hasta las costas de Ecuador, también habitó durante el Pleistoceno en el norte de México y el sur de Estados Unidos (desde California a Florida), donde se extinguió hace unos 10 000 años.
Por su parte, los tapires de Eurasia sufrieron una fuerte reducción a partir de la primera mitad del Pleistoceno, desapareciendo de Europa y gran parte de Asia debido al avance de las glaciaciones. En la actualidad sobrevive una única especie, el tapir malayo (Tapirus indicus), reducida a unas pocas zonas de Sumatra y el sur de Indochina. Su distribución original era mucho más amplia, abarcando también la isla de Java y llegando por el norte a Birmania, India e incluso China, de donde desapareció por culpa de la caza excesiva. Esta especie se distingue por la trompa más larga que la de los tapires americanos y porque en los adultos el color del manto es negro en la cabeza, el cuello y las patas, mientras que el resto del cuerpo es blanco.

## Sistemática

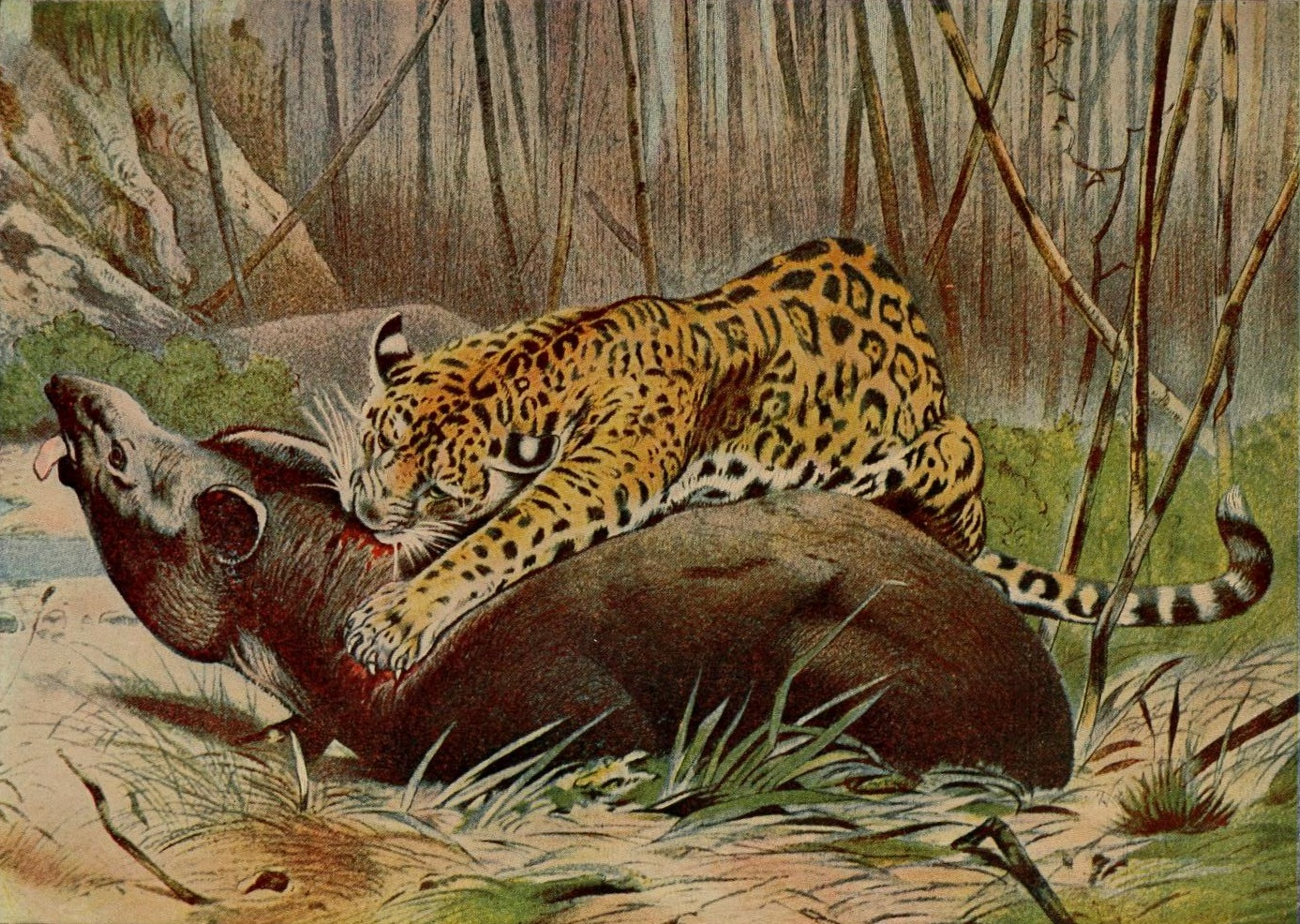
En América, el jaguar (Panthera onca) es un depredador del tapir amazónico (Tapirus terrestris).

Carlos Linneo se refirió al tapir en 1758 en su trabajo Systema Naturae y nombró al tapir amazónico, el único tipo de tapir conocido en Europa en ese momento, como Hippopotamus terrestris, debido a su estructura corporal similar a la de los hipopótamos. El naturalista francés Mathurin-Jacques Brisson introdujo por primera vez el término tapir en francés en su obra Regnum animale ('le tapir') en 1762 y propuso el nombre Tapirus para el género.

### Especies
El género Tapirus incluye las siguientes especies:
- Tapirus bairdii Gill, 1865 (=Tapirella bairdii)
- Tapirus indicus Desmarest, 1819 (=Acrocordia indica)
- Tapirus kabomani Cozzuol, Clozato, Holanda, Rodrigues, Nienow, de Thoisy, Redondo & Santos, 2013
- Tapirus pinchaque Roulin, 1829
- Tapirus terrestris Linnaeus, 1758

Extintas
- Tapirus antiquus † Kaup, 1833
- Tapirus arvernensis † Croizet & Jobert, 1828
- Tapirus balkanicus † Spassov & Ginsburg, 1999
- Tapirus californicus † Merriam, 1912
- Tapirus cristatellus † Winge, 1906
- Tapirus greslebini † Rusconi, 1934
- Tapirus haysii † Leidy, 1860
- Tapirus hungaricus † Meyer, 1867
- Tapirus jeanpiveteaui † Boeuf, 1991
- Tapirus mesopotamicus † Ferrero & Noriega, 2007
- Tapirus merriami † Frick, 1921
- Tapirus pannonicus †
- Tapirus oliverasi † Ubilla, 1983
- Tapirus polkensis † Olsen, 1860
- Tapirus pygmaeus † Van Roosmalen, 2013
- Tapirus priscus † Kaup, 1833
- Tapirus rioplatensis † Cattoi, 1957
- Tapirus rondoniensis † Holanda, Ribeiro, & Ferigolo, 2011
- Tapirus tarijensis † Ameghino, 1902
- Tapirus telleri † Hofmann, 1893
- Tapirus veroensis † Sellards, 1918